# Laguna Potrero
A  Laguna Potrero  é um lago localizado na Guatemala. Localiza-se no departamento de El Quiché, Município de Santa Cruz del Quiché.